# Цвітівська липа
Цвіті́вська ли́па — вікове дерево, ботанічна пам'ятка природи місцевого значення в Україні.
Зростає в селі Цвітовій Трибухівської сільської громади Чортківського району Тернопільської області, біля церкви Введення в Храм Пресвятої Богородиці.

## Пам'ятка
Оголошена об'єктом природно-заповідного фонду рішенням виконкому Тернопільської обласної ради № 496 від 26 грудня 1983. Перебуває у віданні Цвітівської сільської ради.

## Характеристика
Площа — 0,02 га.
Під охороною — липа дрібнолиста віком близько 300 років і діаметром 142 см. Має історико-культурну, наукову та естетичну цінність.

Цвітівська липа
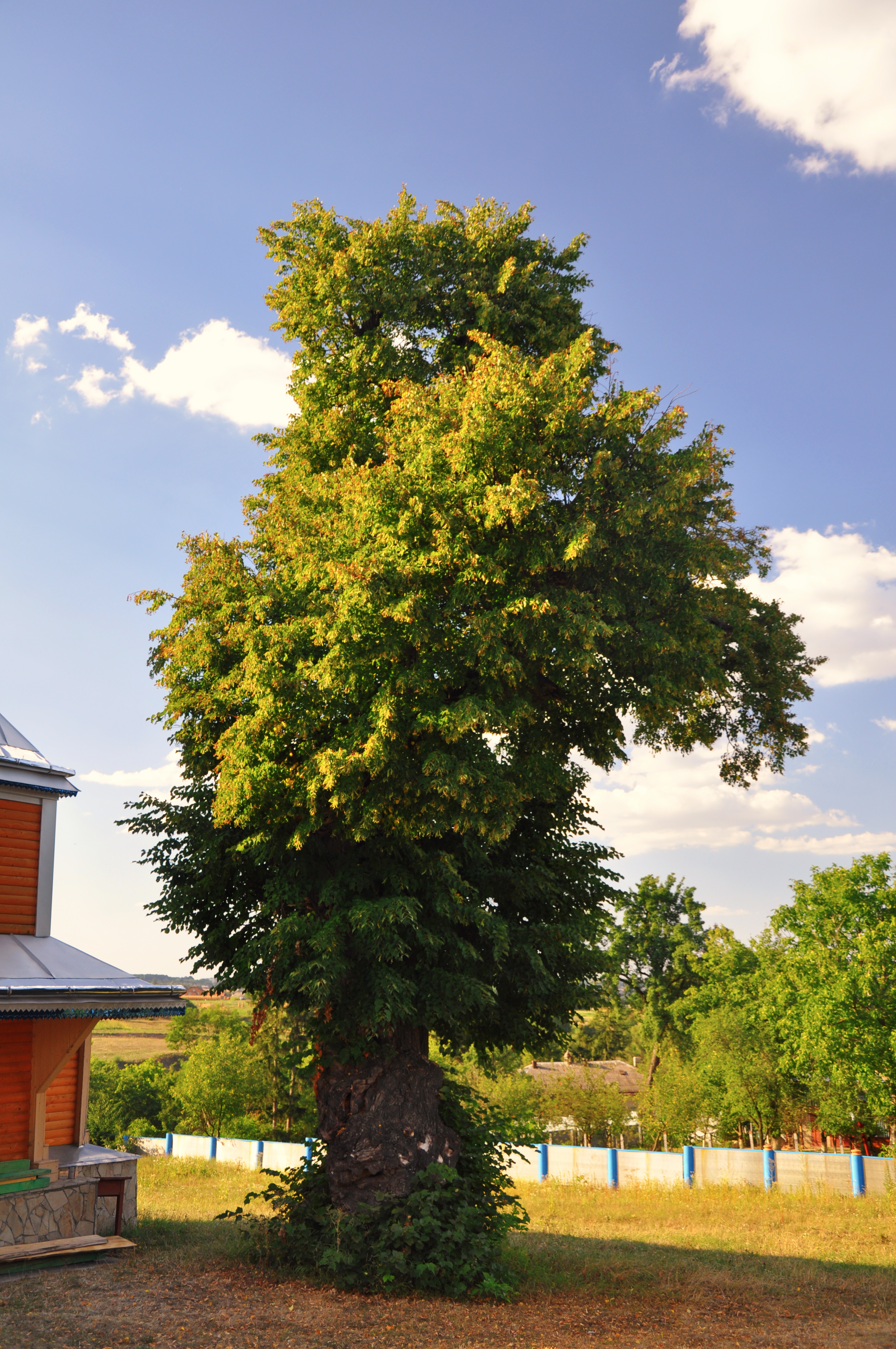
Цвітівська липа, серпень 2016 р.